# Caroline Ladagnous
Caroline Ladagnous (Pau, 22 de agosto de 1988) es una militar y jugadora francesa de rugby que se desempeña como fullback. Es hermana del ciclista profesional Matthieu Ladagnous.

## Selección nacional
Fue convocada a las Les Bleues por primera vez en agosto de 2009 y hasta la fecha lleva 43 partidos jugados. En 2016 integró a la Selección de Sevens que participó de los Juegos Olímpicos de Río de Janeiro 2016, las francesas resultaron eliminadas en cuartos de final por sus pares canadienses.

### Participaciones en Copas del Mundo
Disputó las Copas del Mundo de Inglaterra 2010 donde Les Bleues llegaron a semifinales, Francia 2014 y actualmente se encuentra disputando la de Irlanda 2017.
| Mundial                                | Sede       | Resultado     | PJ | Tries |
| -------------------------------------- | ---------- | ------------- | -- | ----- |
| Copa Mundial de Rugby Femenino de 2010 | Inglaterra | Cuarto puesto | 4  | 0     |
| Copa Mundial de Rugby Femenino de 2014 | Francia    | Tercer puesto | 4  | 0     |
| Copa Mundial de Rugby Femenino de 2017 | Irlanda    | Disputándose  | 2  | 3     |

## Palmarés
- Campeona del Seis Naciones Femenino de 2014 y 2016.
- Campeona del Campeonato francés de rugby femenino de 2011–12.